# Arianització

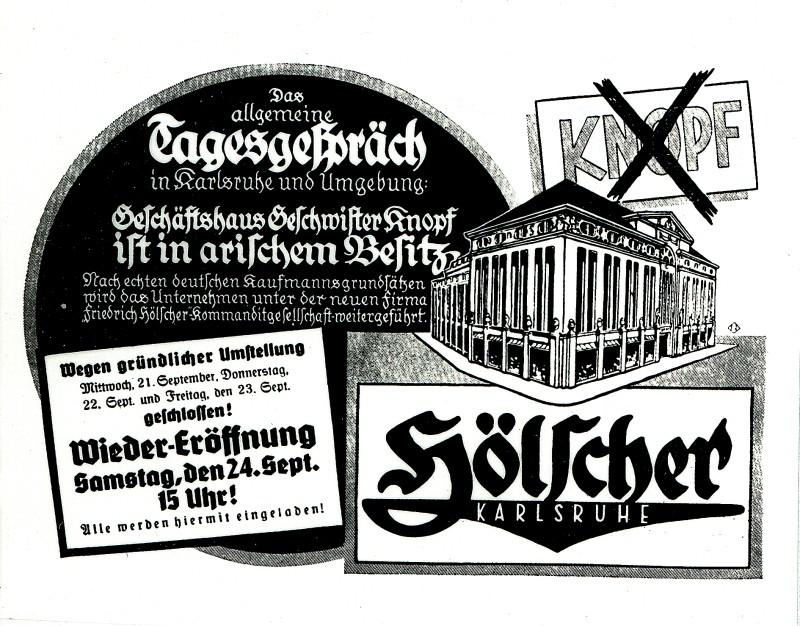
Publicitat a la revista Der Führer del 22 de setembre de la reobertura de la botiga Knopf, rebatejada Hölcher, «ara en mans àries»

L'arianització era una acció política dels nazis per espoliar els jueus i els mestissos del comerç, la indústria, l'habitatge, i la ciència en el sentit de les Lleis de Nuremberg de 1935. La paraula deriva de l'argot nazi arisierung «esdevenir ari». Pretenien tornar la propietat i la gestió en mans d'alemanys de «raça pura arià». De fet, era una extorsió o robatori organitzat per l'Estat. Tot i que hi ha antecedents des de 1933, va començar de debò des de 1937 al Reich alemany així com als països annexionats i ocupats. Va durar fins a la fi de la Segona Guerra Mundial.

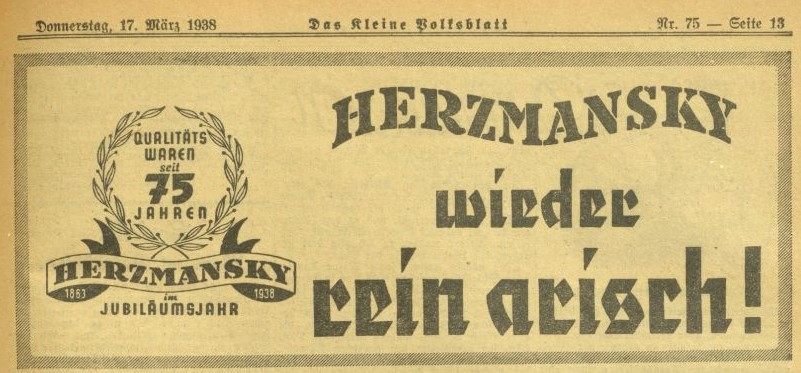
Publicitat a Viena «La botiga Herzmansky torna a ser purament arià» (1938)

Jurídicament, es disfressava l'acció en una venda regular. De fet, imposaven restriccions burocràtiques o reglamentàries considerables, de manera que el propietari havia de vendre molt sota el valor real del bé. Sense mitjans d'existència, les famílies jueves espoliades queien en la indigència. Els compradors aris, en canvi, obtenien beneficis importants. L'acció va començar a les ciutats menors contra les petites i mitjanes empreses, més indefenses que els grups industrials i financers. Tot i això, els instituts i les empreses després sovint van decaure, perquè els nous propietaris o caps de servei eren triats més aviat per llur lleialtat al règim feixista que no pas per llur competència.

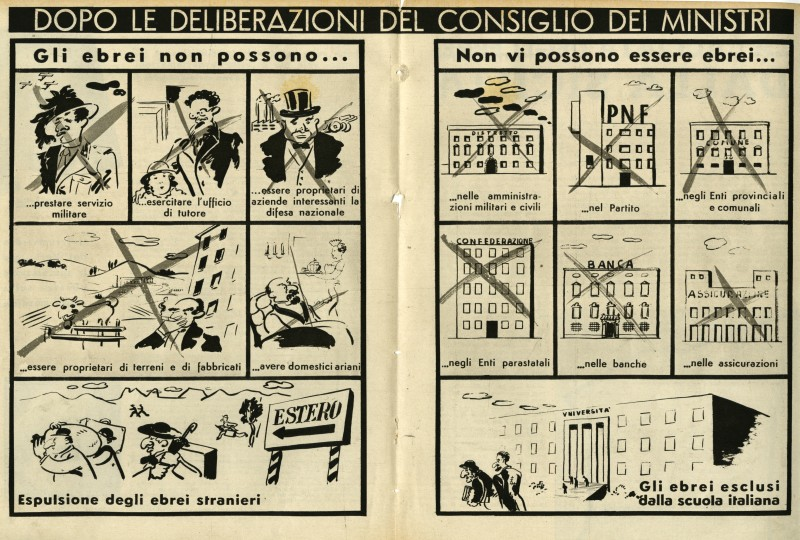
Publicitat vulgaritzant de l'Estat Italià sobre les lleis de la «protecció de la raça» (1938) Els jueus no poden […]
- ser propietari de terres o fàbriques
- tenir empleats arians
- anar a l'escola italiana[…

 Era prohibit als «alemanys purs» de comprar a establiments jueus. De les cinquanta mil botigues jueves del 1933, en quedaven 9000 el juliol 1938. Les poques botigues jueves tenien una clientela cada vegada més empobrida, fins que no en quedaven gaire quan els alemanys en van industrialitzar l'assassinat en els camps d'exterminació després de la Conferència de Wannsee de 1942.
A més de l'arianització l'Estat nazi també confiscava béns jueus per a l'interès públic i la venda forçada, en preparació d'una emigració. Des de 1931 ja hi havia un «impost a la fugida del Reich» (Reichsfluchtsteuer) de 50.000 reichsmark i una taxació de la resta del patrimoni de 25% que només es podia canviar en divises estrangers amb un curs de canvi molt desavantatjós. El 1936, ja 110.000 jueus havien emigrat i l'estat feixista havia ingressat, només per l'«impost a la fugida» 153 milions de reichsmark, que serien uns 690 milions d'euros de 2022.
L'espoli va accelerar des de 1938. L'«Ordenança sobre el registre dels béns dels jueus» d'abril 1938 obligava a declarar qualsevol patrimoni d'un valor superior a cinc mil reichsmark (22.500 euros) i una part d'aquest patrimoni s'havia de bescanviar contra «certificats de la caixa de crèdit del Reich» (Reichskreditkassenschein), el que eixalava encara més els empresaris. Des de 1938 també les grans empreses industrials i financers havien de vendre les seves participacions molt sota el valor real. L'any comptable 1938/39, almenys nou per cent dels ingressos del Reich eren fruit d'arianització.

## Després de la guerra
Els quatre poders ocupants no podien posar-se d'acord sobre com retornar els béns que havien estat confiscats als seus antics propietaris entre 1933 i 1945. A més, les fronteres havien canviat i molt territori alemany ara pertanyia a Polònia i a Rússia. Per tant, això es va regular de manera diferent en cada zona. El problema era i és que per l'holocaust sovint ja no era possible trobar hereus. Les organitzacions o associacions propietàries d'escoles, sinagogues, hospitals també van ser dissolts. Per això l'administració de la zona americana va crear la Jewish Restitution Successor Organization en col·laboració amb organitzacions jueves internacionals. Els anglesos van crear la Jewish Trust Corporation i els francesos la Jewish Trust Corporation branche française. La restitució era una feina de benedictí en l'Alemanya caòtica de la postguerra, on molts supervivents s'havien dispersat arreu al món i molts documents i arxius van ser destruïts. El procés sovint era complicat, els obstacles burocràtics eren grossos i els funcionaris locals no sempre eren motivats, hi havia el costum del «sabotatge silenciós». Però, hi havia una base legal.
En canvi, en la zona russa, la futura República Democràtica d'Alemanya, molta propietat va quedar expropiada com a Volkseigentum («propietat del poble»), segons el principi comunista «El que serveix a tothom ha de pertànyer a tothom». Pel difícil accés als arxius russos, encara no se sap si era una imposició de l'administració russa o si era una política pròpia del Partit Socialista Unificat d'Alemanya de refusar la restitució de béns jueus robats. Només després de la Reunificació d'Alemanya el 1990 es va començar a cercar els antics propietaris i restituir els immobles als hereus. Es tracta segons una estimació d'uns 45.000 immobles i unes 10.000 empreses.
Un estudi de la situació a Baden-Württemberg mostra com els costava que els supervivents o hereus després de la guerra per recuperar els seus béns o obtenir una compensació equitable. Després de la guerra eren sovint els mateixos funcionaris que havien d'organitzar la devolució dels béns –sovint amb el corresponent poc entusiasme– els que havien organitzat prèviament el robatori i en alguns casos també se'n van beneficiar.